# ریچارد ارنست
ریچارد ارنست (زاده ۱۴ اوت، ۱۹۳۳ – درگذشته ۴ ژوئن ۲۰۲۱) شیمیدان سوئیسی و برنده جایزه نوبل بود. در سال ۱۹۹۱ «برای توسعه متدولوژی طیف نگاری با روزنانس مغناطیسی هسته‌ای با وضوح تصویر بالا»
جایزه نوبل شیمی به او اعطا شد. او دارای دکترای افتخاری از دانشگاه فنی مونیخ و دانشگاه زوریخ است؛ و عضو انجمن جهانی گفتگوی علمی دانش بود.

## زندگی شخصی
ارنست تا زمان مرگ با همسرش مگدالنا زندگی می‌کرد. آنها سه فرزند داشتند: آنا مگدالنا، کاتارینا الیزابت و هانس-مارتین والتر.
ارنست در ۴ ژوئن ۲۰۲۱ در سن ۸۷ سالگی در وینترتور درگذشت.